# Chinnahalli, Kunigal
Chinnahalli là một làng thuộc tehsil Kunigal, huyện Tumkur, bang Karnataka, Ấn Độ.